# 馬庫埃利索 (新塞哥維亞省)
馬庫埃利索（西班牙語：Macuelizo），是尼加拉瓜的城鎮，位於該國西北部，由新塞哥維亞省負責管轄，始建於1815年，面積255平方公里，海拔高度819米，2005年人口6,076，人口密度每平方公里23.83人。
13°39′N 86°37′W / 13.650°N 86.617°W